# (3608) Катаев
(3608) Катаев (лат. Kataev) — типичный астероид главного пояса, открыт 27 сентября 1978 года советским астрономом Людмилой Черных в Крымской астрофизической обсерватории и 25 сентября 1988 года назван в честь писателя и поэта Валентина Катаева.

## Обнаружение и именование
(3608) Катаев
Открыт 27 сентября 1978 года в Научном Л. И. Черных.
Назван в память о советском писателе Валентине Петровиче Катаеве (1897—1986).
Оригинальный текст (англ.)3608 Kataev
Discovered 1978-09-27 by Chernykh, L. at Nauchnyj.
Named in memory of the Soviet writer Valentin Petrovich Kataev (1897—1986).
Источники: DISCOVERY.DB; M.P.C. 13608.

## Орбита

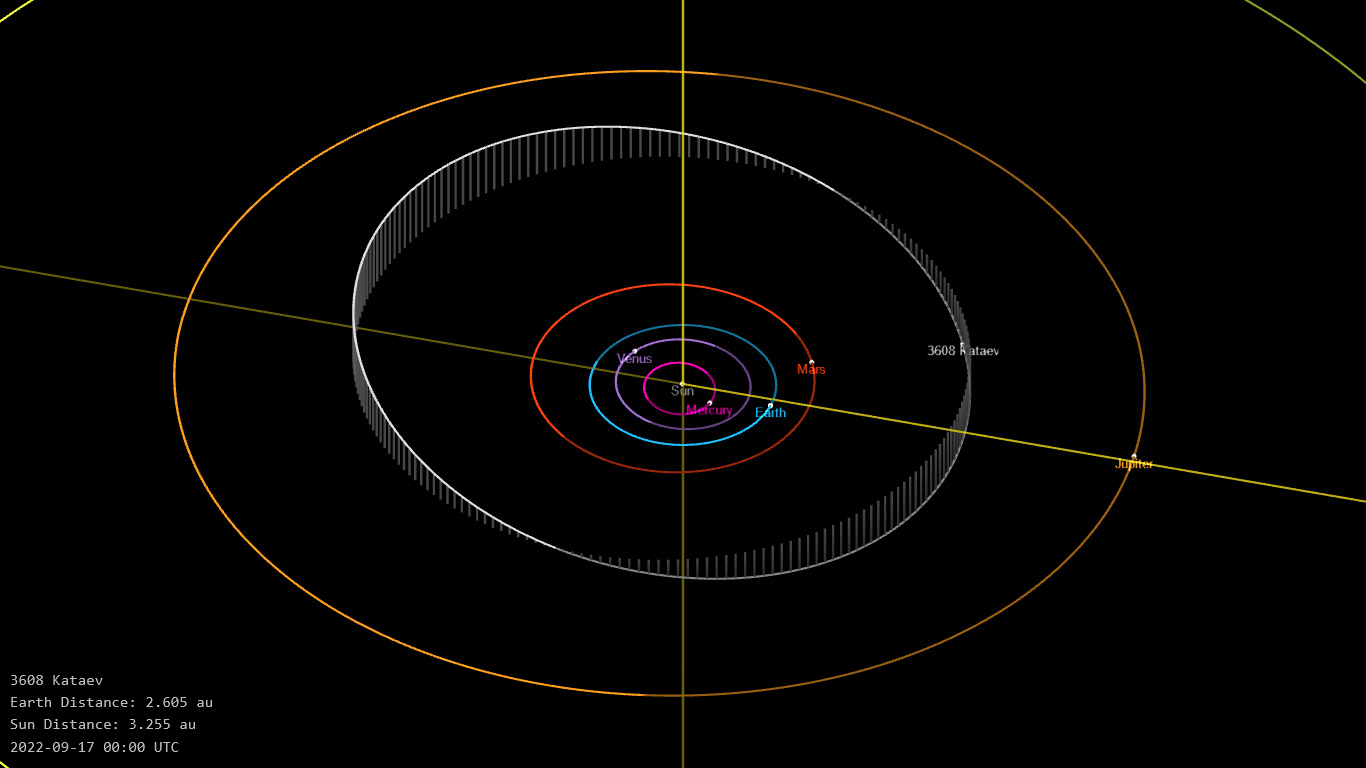
Орбита астероида Катаев и его положение в Солнечной системе

## Физические характеристики
Астероид относится к таксономическому классу C.
По результатам наблюдений широкоугольной камеры Palomar Transient Factory, наблюдений системы телескопов панорамного обзора и быстрого реагирования Pan-STARRS и наблюдений системы последнего оповещения о столкновении астероида с Землей Asteroid Terrestrial-impact Last Alert System абсолютная звёздная величина астероида оценивалась равной 11,287±0,002m и 11,297±0,003m, 11,55±0,24m, 11,43±0,053m и 11,54±0,183m.